# Große Dhünntalsperre
Le grand barrage de la Dhünn est le plus grand barrage-réservoir d'eau douce en Allemagne de l'Ouest. Il est nourri par deux bras de la rivière Dhünn qui lui donne son nom. Le barrage se trouve dans l'Arrondissement de Rhin-Berg autour des villes et communes de Wermelskirchen, Wipperfürth, Kürten et Odenthal.

## Histoire
Le premier barrage fut construit entre 1960 et 1962 mais le grand barrage, comme on l'aperçoit aujourd'hui, n'a été construit qu'entre 1975 et 1985. Après une période d'essais entre 1984 et 1967, le barrage fut inauguré le 30 septembre 1988. La construction avait coûté 286 millions de Deutsche Mark.

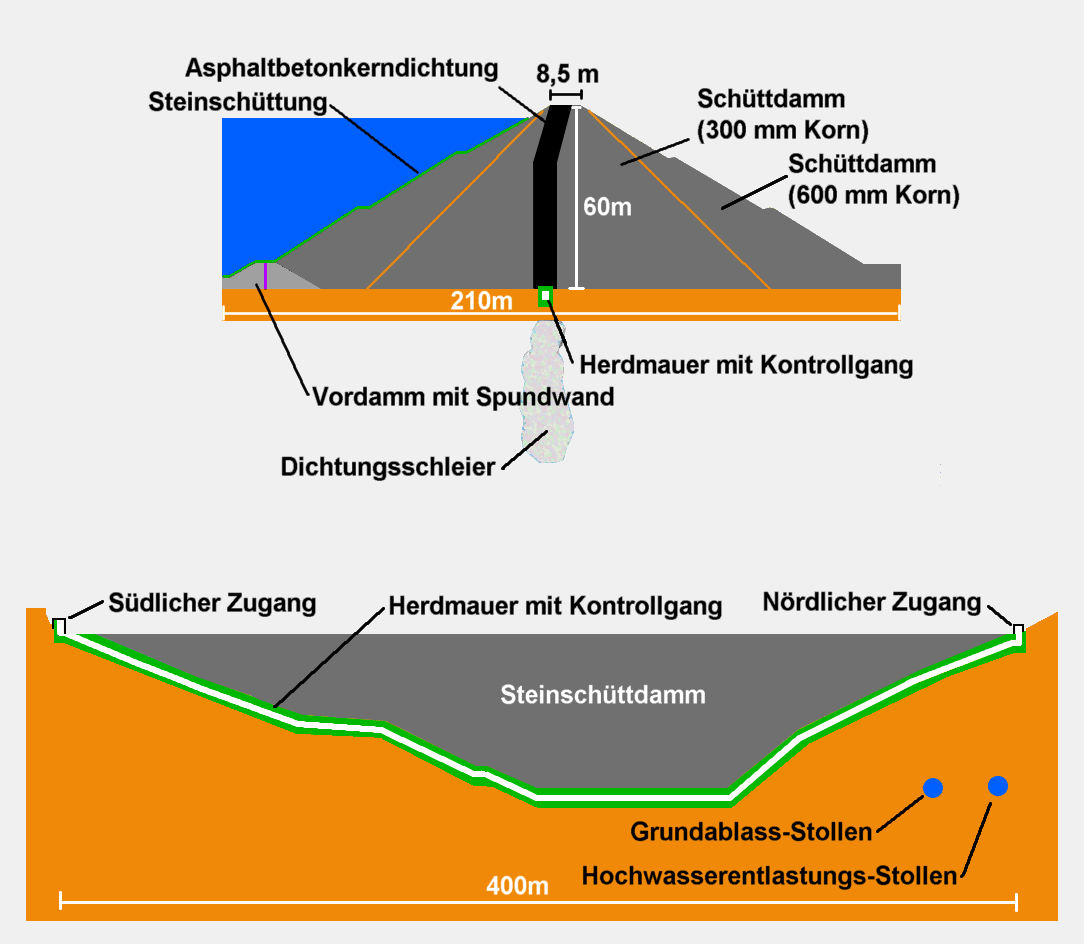
Coupe et élévation du barrage.

## Capacité et utilisation
Le barrage sert à alimenter les villes et communes de Wermelskirchen, Burscheid, Leichlingen, Odenthal, Radevormwald, Hückeswagen ainsi que les plus grandes villes de Leverkusen, Remscheid, Solingen et Wuppertal et est même capable de fournir de l'eau douce à la ville de Düsseldorf dans un cas d'urgence. Un autre but du barrage est de garder une capacité de 8 Mio m³ afin de garder un certain niveau d'eau des rivières alentour pour permettre aux petits bateaux de fréquenter ces eaux. Une marge de 8,5 Mio. m³ est préservée pour prévenir des inondations ou eaux trop élevées.
La retenue d'eau a une capacité de 81 Mio. m³ dont 42 Mio. m³ sont utilisés afin de fournir de l'eau douce. La surface du plan d'eau est de 440 ha dans le cas où la retenue est pleinement remplie.

## Tourisme
Des visites du barrage sont régulièrement proposées et chaque année environ 3 000 à 4 000 touristes du monde entier en profitent pour mieux connaître cet ouvrage d'art. Ces visites s'adressent spécialement aux classes scolaires.